# Mortes em abril de 2013
Mortes em 2013: ← Janeiro – Fevereiro – Março – Abril – Maio – Junho – Julho – Agosto – Setembro – Outubro – Novembro – Dezembro →
Esta é uma relação de pessoas notáveis que morreram durante o mês de abril de 2013, listando nome, nacionalidade, ocupação e ano de nascimento.

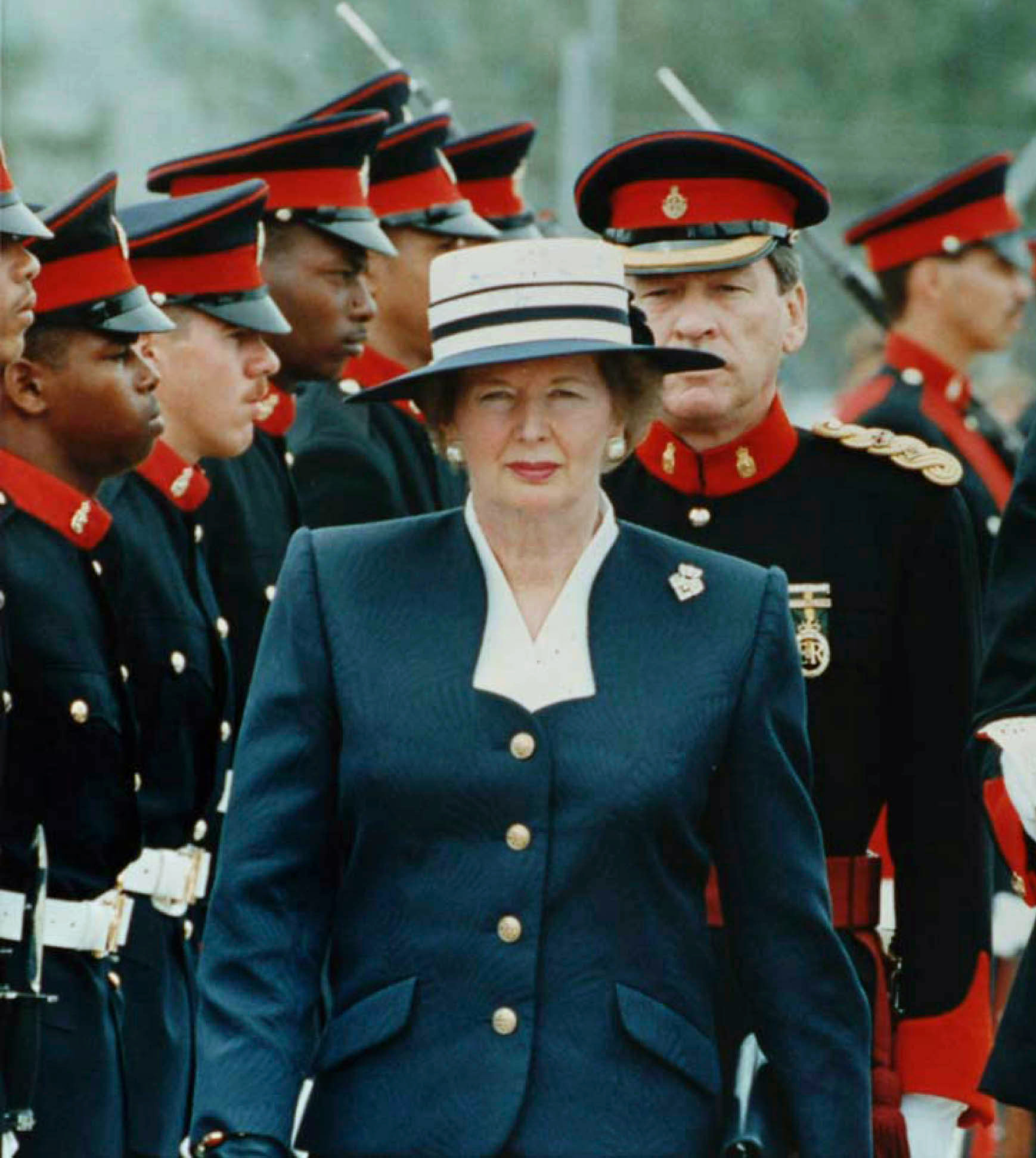
Margaret Thatcher, ex-primeira-ministra do Reino Unido

| Dia | Nome                         | Profissão ou motivo de reconhecimento           | País de nascimento  | Ano de nasc. | Ref           |
| --- | ---------------------------- | ----------------------------------------------- | ------------------- | ------------ | ------------- |
| 1   | Moses Blah                   | Ex-presidente                                   | Libéria             | 1947         | [ 1 ]         |
| 2   | Jesús Franco                 | Cineasta                                        | Espanha             | 1930         | [ 2 ]         |
| 2   | Jane Henson                  | Bonequeira/marioneteira                         | Estados Unidos      | 1934         | [ 3 ]         |
| 3   | Ruth Prawer Jhabvala         | Escritora e roteirista                          | Alemanha            | 1927         | [ 4 ]         |
| 4   | Roger Ebert                  | Crítico de cinema                               | Estados Unidos      | 1942         | [ 5 ]         |
| 4   | Carmine Infantino            | Artista e editor de banda desenhada             | Estados Unidos      | 1925         | [ 6 ]         |
| 4   | Noboru Yamaguchi             | Escritor                                        | Japão               | 1972         | [ 7 ]         |
| 6   | João Carlos Rodrigues Junior | Canoísta                                        | Brasil              | 1990         | [ 8 ]         |
| 6   | Bigas Luna                   | Cineasta                                        | Espanha             | 1946         | [ 9 ]         |
| 8   | Margaret Thatcher            | Política, ex-primeira-ministra                  | Reino Unido         | 1925         | [ 10 ]        |
| 8   | Sara Montiel                 | Atriz e cantora                                 | Espanha             | 1928         | [ 11 ]        |
| 8   | Waldemar Esteves da Cunha    | Ex-Rei Momo                                     | Brasil              | 1920         | [ 12 ]        |
| 8   | Annette Funicello            | Atriz e cantora                                 | Estados Unidos      | 1942         | [ 13 ]        |
| 8   | Richard Brooker              | Ator e dublê                                    | Reino Unido         | 1954         | [ 14 ]        |
| 9   | Emilio Pericoli              | Cantor                                          | Itália              | 1928         | [ 15 ]        |
| 9   | Paolo Soleri                 | Arquiteto                                       | Itália              | 1919         | [ 16 ]        |
| 10  | Robert Edwards               | Biólogo                                         | Reino Unido         | 1925         | [ 17 ]        |
| 10  | Lorenzo Antonetti            | Cardeal católico                                | Itália              | 1922         | [ 18 ]        |
| 11  | Clorindo Testa               | Arquiteto                                       | Itália/ Argentina   | 1923         | [ 19 ]        |
| 11  | Jonathan Winters             | Ator e comediante                               | Estados Unidos      | 1925         | [ 20 ]        |
| 11  | Angela Voigt                 | Atleta                                          | Alemanha            | 1951         | [ 21 ]        |
| 12  | Robert Byrne                 | Enxadrista                                      | Estados Unidos      | 1928         | [ 22 ]        |
| 12  | Dorgival Terceiro Neto       | Político e advogado                             | Brasil              | 1932         | [ 23 ]        |
| 14  | Colin Davis                  | Maestro                                         | Inglaterra          | 1927         | [ 24 ]        |
| 15  | Cleyde Yáconis               | Atriz                                           | Brasil              | 1923         | [ 25 ]        |
| 16  | Siegfried Ludwig             | Político                                        | Áustria             | 1926         | [ 26 ]        |
| 17  | Deanna Durbin                | Atriz e cantora                                 | Canadá              | 1921         | [ 27 ]        |
| 18  | Storm Thorgerson             | Designer gráfico                                | Reino Unido         | 1944         | [ 28 ]        |
| 19  | Tamerlan Tsarnaev            | Autor do atentado à Maratona de Boston          | Quirguistão/ Rússia | 1986         | [ 29 ]        |
| 20  | Dirce Camargo                | Empresária                                      | Brasil              | 1913         | [ 30 ]        |
| 21  | François Jacob               | Cientista, ganhador do Prêmio Nobel de Medicina | França              | 1920         | [ 31 ]        |
| 22  | Chrissy Amphlett             | Cantora                                         | Austrália           | 1959         | [ 32 ]        |
| 22  | Richie Havens                | Cantor e guitarrista                            | Estados Unidos      | 1941         | [ 33 ]        |
| 26  | George Jones                 | Cantor                                          | Estados Unidos      | 1931         | [ 34 ]        |
| 28  | Paulo Vanzolini              | Compositor e zoólogo                            | Brasil              | 1924         | [ 35 ]        |
| 28  | Saulo Ramos                  | Jurista, escritor e político                    | Brasil              | 1929         | [ 36 ] [ 37 ] |
| 28  | Tito Buss                    | Bispo catolico                                  | Brasil              | 1925         | [ 38 ]        |